# Oberes Rodachtal
Das Obere Rodachtal ist eine Region im Osten des oberfränkischen Landkreises Kronach. Zur Region "Oberes Rodachtal" haben sich die Stadt Wallenfels und die Märkte Steinwiesen und Nordhalben zusammengeschlossen.
Größter Einzelort ist Wallenfels mit circa 2.100 Einwohnern. Größte Gemeinde ist hingegen der Markt Steinwiesen mit insgesamt 3.425 Einwohnern (Wallenfels: 2.645, Nordhalben: 1.637). In der ganzen Region lebten zum 31. März 2019 7.707 Menschen. Mittelfristig wird eine Fusion der drei Gemeinden zur "Gemeinde Oberes Rodachtal" angestrebt.
Die Zusammenarbeit ist am stärksten im Bereich Tourismus durch den gemeinsamen Tourismusverband Oberes Rodachtal. Die gemeinsame Tourist-Information in Steinwiesen koordiniert die Zusammenarbeit im Bereich des Tourismus. Die größten Attraktionen sind das Flößen in Wallenfels und die Rodachtalbahn zwischen Steinwiesen und Nordhalben. Die gemeinsame Mittelschule mit Sitz in Steinwiesen nennt sich auch "Mittelschule Oberes Rodachtal".